# 赵崇文
赵崇文（?—?），山西榆次人，清朝政治人物、同進士出身。
乾隆四年（1739年）己未科進士。1751年，接替邵应龙任福建永安县知县一职，1752年，由刘善植接任。